# Garrigues (Hérault)

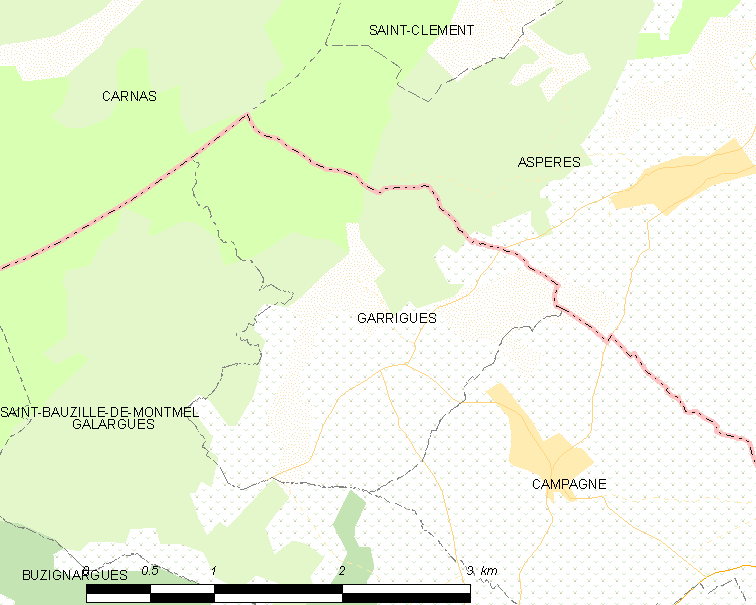
Mapa

 Garrigues  es una población y comuna francesa, situada en la región de Occitania, departamento de Hérault, en el distrito de Montpellier y cantón de Lunel.

## Demografía
| 98 | 99 | 82 | 88 | 80 | 127 | 173 |
| Para los censos de 1962 a 1999 la población legal corresponde a la población sin duplicidades (Fuente: INSEE [Consultar]) |    |    |    |    |     |     |